# Хильгендорф, Эрик
Эрик Хильгендорф (нем. Eric Andreas Hilgendorf; род. 3 декабря 1960, Штутгарт) — немецкий правовед.
Окончил школу в Ансбахе и Тюбингенский университет, получив две докторские степени — в области философии и в области права. В 1997 г. габилитировался с диссертацией «К разграничению фактических утверждений и оценочных суждений в уголовном праве» (нем. Zur Abgrenzung von Tatsachenaussagen und Werturteilen im Strafrecht). В 1997—2001 гг. профессор уголовного права в Констанцском университете, с 2001 г. — в Вюрцбургском университете. Заведует кафедрой уголовного права, в 2010—2012 гг. был деканом юридического факультета. Активный участник различных международных программ в области юридического образования, соучредитель Китайско-Германской ассоциации преподавателей уголовного права. Был одним из инициаторов германских программ электронного обучения в области юриспруденции.
Автор многочисленных учебных и справочных изданий по современному уголовному праву Германии, редактор-составитель книги «Восточноазиатское уголовное право» (нем. Ostasiatisches Strafrecht; 2010). Хильгендорфу принадлежит также ряд сочинений по философии морали и права, в том числе сборник статей «Научный гуманизм: К философии морали и права в раннем логическом эмпиризме» (нем. Wissenschaftlicher Humanismus. Texte zur Moral- und Rechtsphilosophie des frühen logischen Empirismus; 1998).